# Alexandre-Frédéric de Hesse-Cassel
 (décembre 2021).
Si vous disposez d'ouvrages ou d'articles de référence ou si vous connaissez des sites web de qualité traitant du thème abordé ici, merci de compléter l'article en donnant les références utiles à sa vérifiabilité et en les liant à la section « Notes et références ».
Titre
Prétendant au trône de l'électorat de Hesse
14 octobre 1888 – 16 mars 1925
(36 ans, 5 mois et 2 jours)
Alexandre-Frédéric de Hesse-Cassel (en allemand : Alexander Friedrich von Hessen-Kassel), landgrave de Hesse-Cassel, est né le 25 janvier 1863 à Copenhague, au Danemark, et mort le 25 mars 1945 à Fronhausen, en Allemagne. Prétendant à l'électorat de Hesse de 1888 à 1925, il est également un compositeur allemand.

## Famille
Alexandre-Frédéric est le deuxième fils du landgrave Frédéric de Hesse-Cassel (1820-1884) et de sa seconde épouse la princesse Anne de Prusse (1836-1918). Par son père, il est donc le petit-fils du landgrave Guillaume de Hesse-Cassel-Rumpenheim (1787-1867) et de son épouse la princesse Louise-Charlotte de Danemark (1789-1864) tandis que, par sa mère, il descend du prince Charles de Prusse (1801-1883) et de sa femme la princesse Marie de Saxe-Weimar-Eisenach (1808-1877).
Le 25 mars 1925, le landgrave Alexandre-Frédéric conclut un mariage morganatique en épousant la baronne Gisela Stockhorner von Starein (1884-1965), demoiselle d'honneur d'Hilda de Nassau (1864-1952), grande-duchesse de Bade. De ce mariage ne naît aucun enfant.

## Biographie
Malvoyant et passionné par la musique, Alexandre-Frédéric succède néanmoins à son frère Frédéric-Guillaume à la tête de la maison de Hesse-Cassel lorsque ce dernier trouve la mort en 1888. Entre 1898 et 1914, Lucien Garban est son accompagnateur musical,.
Amoureux de la baronne Gisela Stockhorner von Starein, demoiselle d'honneur de la grande-duchesse de Bade, Alexandre-Frédéric renonce à son statut de chef de la maison de Hesse-Cassel pour conclure un mariage morganatique en 1925. Son frère Frédéric-Charles de Hesse-Cassel lui succède alors comme prétendant à l'électorat de Hesse.

## Odonyme
À Hanau-Kesselstadt, la Alexanderstraße a été baptisée ainsi en l'honneur du landgrave Alexandre-Frédéric.